# Federação Congolesa de Futebol
A Federação Congolesa de Futebol (em francês: Fédération Congolaise de Football, ou FECOFOOT) é o orgão dirigente do futebol no Congo. Ela é filiada à FIFA, à CAF e à UNIFFAC. Ela é a responsável pela organização dos campeonatos disputados no país, bem como da Seleção Nacional.